# Rally d'Argentina 2018
Il Rally d'Argentina 2018, ufficialmente denominato 38º YPF Rally Argentina, è stata la quinta prova del campionato del mondo rally 2018 nonché la trentottesima edizione del Rally d'Argentina e la trentaseiesima con valenza mondiale. La manifestazione si è svolta dal 26 al 29 aprile sugli sterrati che attraversano le montagne e gli altipiani della Provincia di Córdoba e il parco assistenza per i concorrenti venne allestito come di consueto a Villa Carlos Paz.
L'evento è stato vinto dall'estone Ott Tänak, navigato dal connazionale Martin Järveoja, al volante di una Toyota Yaris WRC della scuderia Toyota Gazoo Racing WRT, davanti alla coppia belga formata da Thierry Neuville e Nicolas Gilsoul, su Hyundai i20 Coupe WRC della squadra Hyundai Shell Mobis WRT e a quella spagnola composta da Dani Sordo e Carlos del Barrio, anch'essi su Hyundai i20 Coupe WRC.

## Itinerario
La manifestazione si disputò interamente nella provincia di Córdoba, articolandosi in 18 prove speciali distribuite in quattro giorni ed ebbe sede a Villa Carlos Paz, città situata nel dipartimento di Punilla a circa 36 km dal capoluogo Córdoba, dove venne allestito anche il parco assistenza per tutti i concorrenti.
Il rally ebbe inizio giovedì 26 aprile con la prova super speciale di 1,90 km da disputarsi a Villa Carlos Paz, circuito realizzato su una superficie mista che in questa edizione sostituì la classica prova di Córdoba, non praticabile quest'anno per via di lavori stradali in corso d'opera
La seconda frazione, disputatasi venerdì 27 aprile e la più lunga del rally con 154,20 km cronometrati, si articolava invece in due classiche sezioni di tre prove ciascuna, da svolgersi uno al mattino e uno al pomeriggio, tra le quali venne inserita la prova super speciale Fernet Branca, da disputarsi lungo un tracciato costruito all'interno del Parque Tématico di Villa Carlos Paz; le tre speciali di ciascuna sezione hanno visto i concorrenti cimentarsi lungo gli sterrati del dipartimento di Calamuchita, la prima tra le località di Las Bajadas e Villa del Dique, la seconda da Amboy a Villa Yacanto e la terza tra Santa Rosa de Calamuchita e San Agustín.
Durante la terza frazione di sabato 28 aprile si gareggiò invece nel dipartimento di Punilla, a Nord-Ovest della sede del rally, lungo le veloci e ventose strade che si snodano lungo l'omonima valle e sugli altopiani circostanti, nel giro comprendente tre speciali: l'inedita Tanti-Mataderos, quella tra le località di Los Gigantes e Cuchilla Nevada e la Cuchilla Nevada-Rio Pintos, in questa edizione la prova più lunga del rally con 40,48 km. Come nella precedente giornata, tra le due sezioni si disputò la super speciale Fernet Branca.
Nella giornata finale di domenica 29 aprile ci si spostò verso Sud per disputare le ultime tre prove del rally, una (la seconda) lungo la valle di Traslasierra, nei suggestivi scenari lunari percorsi tra la località Giulio Cesare e Mina Clavero mentre le rimanenti due, la prima e la terza, si corsero nella leggendaria speciale di El Condor, per la prima volta nella storia da disputarsi in salita, valevole anche come power stage nel secondo passaggio.

## Resoconto
Ott Tänak centrò la sua terza vittoria in carriera, la prima del 2018, regalando alla squadra Toyota il terzo successo da quando è rientrata stabilmente nel mondiale; dopo un errore commesso nell'inaugurale prova super speciale, il pilota estone è balzato al comando della graduatoria nella quarta prova e da allora ha letteralmente dominato la corsa, vincendo 10 speciali su 18 e tagliando il traguardo con 38 secondi di vantaggio sul secondo classificato, il belga Thierry Neuville, anch'egli autore di una prova convincente sugli sterrati argentini arricchita dalla conquista dei 5 punti in palio nella power stage conclusiva ma mai in grado di impensierire la leadership dell'imprendibile equipaggio Toyota. Sul terzo gradino del podio è salito lo spagnolo Dani Sordo, staccato di ulteriori 38 secondi dal compagno di squadra della Hyundai Motorsport, guadagnando la terza posizione nell'ultima speciale del sabato e mantenendola con un finale di gara in crescendo.
Quarto, a 43 secondi dal podio, è giunto il leader della classifica mondiale Sébastien Ogier, alfiere della scuderia M-Sport Ford, stavolta non completamente a proprio agio con la sua Fiesta WRC sugli scivolosi sterrati argentini, davanti al norvegese Andreas Mikkelsen, quinto sulla terza Hyundai i20 Coupe WRC, protagonista di un notevole recupero nei confronti del campione francese nelle ultime speciali del rally, non riuscendo tuttavia a colmare il distacco e terminando a 4 secondi da Ogier; al sesto posto il britannico Elfyn Evans (M-Sport Ford), protagonista assoluto nell'edizione 2017 quando giunse secondo a 7 centesimi dal vincitore Neuville, non in grado di tenere un ritmo di gara competitivo in questa occasione. A chiudere la top ten l'altro britannico Kris Meeke, prima guida Citroën, giunto al settimo posto dopo essere stato in lotta per il podio durante le prime due giornate di gara ma costretto a cedere diverse posizioni a causa di una foratura che gli fece perdere circa due minuti nella speciale conclusiva del sabato; ottavo il finlandese Esapekka Lappi, sulla seconda Toyota Yaris WRC, nono il connazionale Teemu Suninen, terzo pilota M-Sport, e decimo lo svedese Pontus Tidemand, su Škoda Fabia R5 della scuderia ufficiale Škoda Motorsport, vincitore della categoria WRC-2.
Da segnalare nuovamente il ritiro di Jari-Matti Latvala (Toyota), incorso in un incidente nella terza speciale quando un urto con una roccia danneggiò la sospensione e il circuito di lubrificazione del motore, danneggiando irreparabilmente la vettura; l'irlandese Craig Breen, al rientro come seconda guida Citroën, fu anch'egli protagonista di un incidente, capottandosi con la sua C3 WRC nella PS13 e dovendo abbandonare definitivamente in quanto la rottura del roll-bar rese la vettura impossibile da riparare in assistenza. Il pilota emiratino Khalid Al Qassimi, alla guida della terza Citroën C3 WRC, concluse la gara al quattordicesimo posto finale.
Ogier e il suo navigatore Julien Ingrassia mantennero la testa delle classifiche piloti e copiloti con 100 punti, vedendosi tuttavia ridotto il margine di vantaggio su Neuville e Gilsoul, ora a 10 lunghezze dai francesi; terzi Tänak e Järveoja a 72 punti, davanti a Mikkelsen/Jæger e Sordo/del Barrio, rispettivamente a quota 45 e 43 punti. Tra i costruttori, grazie al doppio podio conquistato, Hyundai allungò il proprio vantaggio sul team M-Sport Ford, portandosi a 144 punti contro i 129 della scuderia britannica, ora tallonata da Toyota la quale, grazie anche alla vittoria conquistata, si portò a soli 5 punti dalla seconda posizione; in quarta piazza si confermò la squadra Citroën che chiudeva la classifica a quota 93.

## Risultati

### Classifica
| Pos.     | Nº       | Pilota              | Co-pilota           | Auto                  | Squadra                     | Classe      | Tempo     | Distacco | Punti    |
| Generale | Generale | Generale            | Generale            | Generale              | Generale                    | Generale    | Generale  | Generale | Generale |
| -------- | -------- | ------------------- | ------------------- | --------------------- | --------------------------- | ----------- | --------- | -------- | -------- |
| 1.       | 8        | Ott Tänak           | Martin Järveoja     | Toyota Yaris WRC      | Toyota Gazoo Racing WRT     | WRC         | 3h43'28"9 |          | 27       |
| 2.       | 5        | Thierry Neuville    | Nicolas Gilsoul     | Hyundai i20 Coupe WRC | Hyundai Shell Mobis WRT     | WRC         | 3h44'06"6 | +37"7    | 23       |
| 3.       | 6        | Dani Sordo          | Carlos del Barrio   | Hyundai i20 Coupe WRC | Hyundai Shell Mobis WRT     | WRC         | 3h44'44"6 | +1'15"7  | 15       |
| 4.       | 1        | Sébastien Ogier     | Julien Ingrassia    | Ford Fiesta WRC       | M-Sport Ford WRT            | WRC         | 3h45'27"5 | +1'58"6  | 16       |
| 5.       | 4        | Andreas Mikkelsen   | Anders Jæger        | Hyundai i20 Coupe WRC | Hyundai Shell Mobis WRT     | WRC         | 3h45'31"5 | +2'02"6  | 13       |
| 6.       | 2        | Elfyn Evans         | Daniel Barritt      | Ford Fiesta WRC       | M-Sport Ford WRT            | WRC         | 3h46'35"2 | +3'06"3  | 8        |
| 7.       | 10       | Kris Meeke          | Paul Nagle          | Citroën C3 WRC        | Citroën Total Abu Dhabi WRT | WRC         | 3h46'54"6 | +3'25"7  | 7        |
| 8.       | 9        | Esapekka Lappi      | Janne Ferm          | Toyota Yaris WRC      | Toyota Gazoo Racing WRT     | WRC         | 3h48'01"5 | +4'32"6  | 4        |
| 9.       | 3        | Teemu Suninen       | Mikko Markkula      | Ford Fiesta WRC       | M-Sport Ford WRT            | WRC         | 3h49'07"5 | +5'38"6  | 2        |
| 10.      | 31       | Pontus Tidemand     | Jonas Andersson     | Škoda Fabia R5        | Škoda Motorsport            | RC2 / WRC-2 | 3h55'44"7 | +12'15"8 | 1        |
| WRC-2    |          |                     |                     |                       |                             |             |           |          |          |
| 1. (10.) | 31       | Pontus Tidemand     | Jonas Andersson     | Škoda Fabia R5        | Škoda Motorsport            | RC2 / WRC-2 | 3h55'44"7 |          | 25       |
| 2. (12.) | 32       | Gus Greensmith      | Craig Parry         | Ford Fiesta R5        | -                           | RC2 / WRC-2 | 4h03'23"8 | +7'39"1  | 18       |
| 3. (15.) | 33       | Pedro Heller        | Pablo Olmos         | Ford Fiesta R5        | -                           | RC2 / WRC-2 | 4h04'47"6 | +9'02"9  | 15       |
| 4. (16.) | 38       | Diego Dominguez Sr. | Edgardo Galindo     | Hyundai i20 R5        | -                           | RC2 / WRC-2 | 4h11'34"3 | +15'49"6 | 12       |
| 5. (18.) | 36       | Nil Solans          | Miquel Ibáñez Sotos | Ford Fiesta R5        | -                           | RC2 / WRC-2 | 4h33'28"6 | +37'43"9 | 10       |

| Principali ritiri | Principali ritiri | Principali ritiri  | Principali ritiri | Principali ritiri | Principali ritiri           | Principali ritiri | Principali ritiri  | Principali ritiri |
| PS                | Nº                | Pilota             | Copilota          | Auto              | Squadra                     | Classe            | Causa              | Pos.              |
| ----------------- | ----------------- | ------------------ | ----------------- | ----------------- | --------------------------- | ----------------- | ------------------ | ----------------- |
| PS 3              | 7                 | Jari-Matti Latvala | Miikka Anttila    | Toyota Yaris WRC  | Toyota Gazoo Racing WRT     | WRC               | Sospensione        | 3º                |
| PS 13             | 3                 | Craig Breen        | Scott Martin      | Citroën C3 WRC    | Citroën Total Abu Dhabi WRT | WRC               | Danno da incidente | 14º               |

Legenda
| Icona | Note                                                                                 |
| ----- | ------------------------------------------------------------------------------------ |
| WRC   | Equipaggio di classe WRC che può conquistare punti per il campionato costruttori     |
| WRC   | Equipaggio di classe WRC che non può conquistare punti per il campionato costruttori |
| WRC-2 | Equipaggio registrato al campionato WRC-2                                            |
| WRC-3 | Equipaggio registrato al campionato WRC-3                                            |
| JWRC  | Equipaggio registrato al campionato Junior WRC                                       |
|       | Ulteriori classificazioni                                                            |

### Prove speciali
| Frazione            | Prova | Ora   | Nome                             | Lunghezza | Vincitori                        | Tempo   | Leader del rally                 |
| ------------------- | ----- | ----- | -------------------------------- | --------- | -------------------------------- | ------- | -------------------------------- |
| Frazione 1 (26 Apr) | PS1   | 19:08 | SSS Villa Carlos Paz             | 1,90 km   | Thierry Neuville Nicolas Gilsoul | 1'54"4  | Thierry Neuville Nicolas Gilsoul |
| Frazione 2 (27 Apr) | PS2   | 08:13 | Las Bajadas - Villa del Dique 1  | 16,65 km  | Sébastien Ogier Julien Ingrassia | 8'55"7  | Sébastien Ogier Julien Ingrassia |
| Frazione 2 (27 Apr) | PS3   | 10:13 | Amboy - Yacanto 1                | 23,85 km  | Ott Tänak Martin Järveoja        | 19'19"9 | Andreas Mikkelsen Anders Jæger   |
| Frazione 2 (27 Apr) | PS4   | 09:54 | Santa Rosa - San Agustin 1       | 19,13 km  | Ott Tänak Martin Järveoja        | 13'42"6 | Andreas Mikkelsen Anders Jæger   |
| Frazione 2 (27 Apr) | PS5   | 12:08 | SSS Fernet Branca 1              | 6,04 km   | Dani Sordo Carlos del Barrio     | 4'42"0  | Ott Tänak Martin Järveoja        |
| Frazione 2 (27 Apr) | PS6   | 14:51 | Las Bajadas - Villa del Dique 2  | 16,65 km  | Ott Tänak Martin Järveoja        | 8'43"4  | Ott Tänak Martin Järveoja        |
| Frazione 2 (27 Apr) | PS7   | 15:38 | Amboy - Yacanto 2                | 23,85 km  | Ott Tänak Martin Järveoja        | 19'18"7 | Ott Tänak Martin Järveoja        |
| Frazione 2 (27 Apr) | PS8   | 16:51 | Santa Rosa - San Agustin 2       | 19,13 km  | Ott Tänak Martin Järveoja        | 13'35"0 | Ott Tänak Martin Järveoja        |
| Frazione 3 (28 Apr) | PS9   | 08:23 | Tanti - Mataderos 1              | 13,92 km  | Ott Tänak Martin Järveoja        | 9'00"1  | Ott Tänak Martin Järveoja        |
| Frazione 3 (28 Apr) | PS10  | 09:08 | Los Gigantes - Cuchilla Nevada 1 | 16,02 km  | Ott Tänak Martin Järveoja        | 8'16"7  | Ott Tänak Martin Järveoja        |
| Frazione 3 (28 Apr) | PS11  | 09:35 | Cuchilla Nevada - Rio Pintos 1   | 14,21 km  | Ott Tänak Martin Järveoja        | 24'31"0 | Ott Tänak Martin Järveoja        |
| Frazione 3 (28 Apr) | PS12  | 11:38 | SSS Fernet Branca 2              | 6,04 km   | Thierry Neuville Nicolas Gilsoul | 4'40"8  | Ott Tänak Martin Järveoja        |
| Frazione 3 (28 Apr) | PS13  | 13:23 | Tanti - Mataderos 2              | 13,92 km  | Ott Tänak Martin Järveoja        | 8'59"9  | Ott Tänak Martin Järveoja        |
| Frazione 3 (28 Apr) | PS14  | 14:08 | Los Gigantes - Cuchilla Nevada 2 | 16,02 km  | Ott Tänak Martin Järveoja        | 8'15"5  | Ott Tänak Martin Järveoja        |
| Frazione 3 (28 Apr) | PS15  | 14:35 | Cuchilla Nevada - Rio Pintos 2   | 14,21 km  | Dani Sordo Carlos del Barrio     | 24'03"0 | Ott Tänak Martin Järveoja        |
| Frazione 4 (29 Apr) | PS16  | 09:08 | Copina - El Condor               | 16,43 km  | Andreas Mikkelsen Anders Jæger   | 13'09"5 | Ott Tänak Martin Järveoja        |
| Frazione 4 (29 Apr) | PS17  | 09:55 | Giulio Cesare - Mina Clavero     | 22,41 km  | Thierry Neuville Nicolas Gilsoul | 18'31"3 | Ott Tänak Martin Järveoja        |
| Frazione 4 (29 Apr) | PS18  | 12:18 | El Condor (power stage)          | 16,43 km  | Thierry Neuville Nicolas Gilsoul | 13'00"8 | Ott Tänak Martin Järveoja        |

### Power stage
PS18: El Condor di 16,43 km, disputatasi domenica 29 aprile 2018 alle ore 12:18 (UTC-3).
| Pos. | No. | Pilota            | Co-pilota        | Auto                  | Classe | Tempo   | Distacco | Punti |
| ---- | --- | ----------------- | ---------------- | --------------------- | ------ | ------- | -------- | ----- |
| 1    | 5   | Thierry Neuville  | Nicolas Gilsoul  | Hyundai i20 Coupe WRC | WRC    | 13'00"8 |          | 5     |
| 2    | 1   | Sébastien Ogier   | Julien Ingrassia | Ford Fiesta WRC       | WRC    | 13'01"3 | +0"5     | 4     |
| 3    | 4   | Andreas Mikkelsen | Anders Jæger     | Hyundai i20 Coupe WRC | WRC    | 13'01"5 | +0"7     | 3     |
| 4    | 8   | Ott Tänak         | Martin Järveoja  | Toyota Yaris WRC      | WRC    | 13'04"0 | +3"2     | 2     |
| 5    | 10  | Kris Meeke        | Paul Nagle       | Citroën C3 WRC        | WRC    | 13'04"5 | +3"7     | 1     |

## Classifiche mondiali
Classifica piloti
| Pos. | Pos. | Pilota             | Punti |
| ---- | ---- | ------------------ | ----- |
| 1    |      | Sébastien Ogier    | 100   |
| 2    |      | Thierry Neuville   | 90    |
| 3    |      | Ott Tänak          | 72    |
| 4    |      | Andreas Mikkelsen  | 54    |
| 5    | 3    | Dani Sordo         | 45    |
| 6    | 1    | Kris Meeke         | 43    |
| 7    | 1    | Esapekka Lappi     | 40    |
| 8    | 1    | Jari-Matti Latvala | 31    |
| 9    | 1    | Elfyn Evans        | 26    |
| 10   | 1    | Craig Breen        | 20    |
| 11   |      | Sébastien Loeb     | 15    |
| 12   |      | Hayden Paddon      | 10    |
| 13   |      | Mads Østberg       | 8     |
| 14   |      | Pontus Tidemand    | 7     |
| 15   | 1    | Teemu Suninen      | 6     |
| 16   | 1    | Jan Kopecký        | 5     |
| 17   |      | Bryan Bouffier     | 4     |
| 18   |      | Gus Greensmith     | 2     |
| 19   |      | Yoann Bonato       | 1     |
| 19   | 1    | Pedro Heller       | 1     |

Classifica co-piloti
| Pos. | Pos. | Pilota             | Punti |
| ---- | ---- | ------------------ | ----- |
| 1    |      | Julien Ingrassia   | 100   |
| 2    |      | Nicolas Gilsoul    | 90    |
| 3    |      | Martin Järveoja    | 72    |
| 4    |      | Anders Jæger       | 54    |
| 5    | 3    | Carlos del Barrio  | 45    |
| 6    | 1    | Paul Nagle         | 43    |
| 7    | 1    | Janne Ferm         | 40    |
| 8    | 1    | Miikka Anttila     | 31    |
| 9    |      | Scott Martin       | 20    |
| 10   | 3    | Daniel Barritt     | 16    |
| 11   | 1    | Daniel Elena       | 15    |
| 12   | 1    | Sebastian Marshall | 10    |
| 12   | 1    | Phil Mills         | 10    |
| 14   |      | Torstein Eriksen   | 8     |
| 15   |      | Jonas Andersson    | 7     |
| 16   | 1    | Mikko Markkula     | 6     |
| 17   | 1    | Pavel Dresler      | 5     |
| 18   |      | Xavier Panseri     | 4     |
| 19   |      | Craig Parry        | 2     |
| 20   |      | Benjamin Boulloud  | 1     |
| 20   | 1    | Pablo Olmos        | 1     |

Classifica costruttori WRC
| Pos. | Pos. | Squadra                     | Punti |
| ---- | ---- | --------------------------- | ----- |
| 1    |      | Hyundai Shell Mobis WRT     | 144   |
| 2    |      | M-Sport Ford WRT            | 129   |
| 3    |      | Toyota Gazoo Racing WRT     | 124   |
| 4    |      | Citroën Total Abu Dhabi WRT | 93    |